# Bomba de presión

Diagrama de una bomba de presión.

Una bomba de presión, cámara de presión o bomba Scholander es un instrumento utilizado para medir el potencial hídrico aproximado de los tejidos de una planta. Una hoja unida al tallo se coloca dentro de una cámara sellada y luego se introduce lentamente gas presurizado. A medida que la presión aumenta, llega el punto en el cual la savia sale del xilema y se visualiza en el extremo cortado del tallo. La presión requerida para lograrlo es igual y con signo opuesto al potencial hídrico de la planta. Dicho potencial es negativo debido al intercambio de gases que sucede mediante los estomas, ya que trae consigo una pérdida neta de agua. La razón de que esto suceda es el bajo potencial hídrico de la atmósfera, y por ello la planta pierde agua constantemente. 